# Джихашкари
Джихашкари (груз. ჯიხაშკარი) — село в Грузии, на территории Зугдидского муниципалитета края (мхаре) Самегрело-Верхняя Сванетия.

## География
Село находится в западной части Грузии, на правом берегу реки Чанисцкали, на расстоянии приблизительно 11 километров (по прямой) к западу от города Зугдиди, административного центра муниципалитета. Абсолютная высота — 109 метров над уровнем моря.

## Население
По результатам официальной переписи населения 2014 года в Джихашкари проживало 1327 человек (680 мужчин и 647 женщин). В национальной структуре населения грузины составляли 99,9 %.
| Год  | Население, человек |
| ---- | ------------------ |
| 2002 | 2269               |
| 2014 | ↘ 1327             |